# If I Were Free
Pour plus de détails, voir Fiche technique et Distribution.
If I Were Free est un film dramatique américain réalisé par Elliott Nugent en 1933, à l’ère du pré-code. Il est basé sur la pièce Behold, We Live de John Van Druten. Le film est joué par Irene Dunne, Clive Brook, Nils Asther et Henry Stephenson. Le film est sorti le 1er décembre 1933 chez RKO Pictures aux États-Unis,,.

## Synopsis
Quand Gordon Evers, vétéran de la Première Guerre mondiale, rencontre Sarah Cazenove, ils sont tous les deux  mariés sans amour à des personnes différentes.

## Fiche technique
- Titre : If I Were Free
- Réalisation : Elliott Nugent
- Scénario : Dwight Taylor d'après la pièce de théâtre Behold We Live John Van Druten
- Musique : Roy Webb
- Photographie : Edward Cronjager
- Montage : Arthur Roberts
- Production : Merian C. Cooper (producteur délégué)
- Société de production : RKO Radio Pictures
- Société de distribution : RKO Radio Pictures (États-Unis)
- Pays :  États-Unis
- Genre : Drame et romance
- Durée : 66 minutes
- Dates de sortie : 
  - États-Unis : 1er décembre 1933

## Distribution
- Irene Dunne : Sarah Cazenove
- Clive Brook : Gordon Evers
- Nils Asther : Tono Casanove
- Henry Stephenson : Hector Stribling
- Vivian Tobin : Jewel Stribling
- Laura Hope Crews : Dame Evers
- Tempe Pigott : Mme. Gill
- Lorraine MacLean : Catherine Evers